# Joseph Louis Antoine Marie Parquer
Pour les articles homonymes, voir Parker.
Joseph Parquer, qui a utilisé le nom de plume, Jos Parker, né le 24 septembre 1853 à Fouesnant où il meurt le 4 novembre 1916, est un écrivain, poète et peintre français qui écrit principalement en français et quelques chansons en breton. Il joue un rôle dans le mouvement régionaliste breton dans les années précédant la guerre de 1914-1918.

## Vie
Ses parents étaient Louis Henri Parquer et Eudoxie Thérèse Guyot. Il avait des ancêtres irlandais et son père (qui fut maire de Fouesnant de 1844 à 1870 et de 1873 à 1878) et son grand-père étaient notaires à Fouesnant. Il voulut faire une carrière dans la peinture et partit  à l'École des beaux-arts de Paris où il fut l'élève d'Alexandre Cabanel, Alfred Delobbe et Luc-Olivier Merson. Il est très influencé par les peintres préraphaélites et les écrits de John Ruskin.

Revenu habiter dans son manoir de Kergoadic à Fouesnant, il se détourna de la peinture pour se consacrer aux lettres et surtout à la poésie, pratiquant également la chasse.

## L'écrivain et l'homme engagé dans le régionalisme

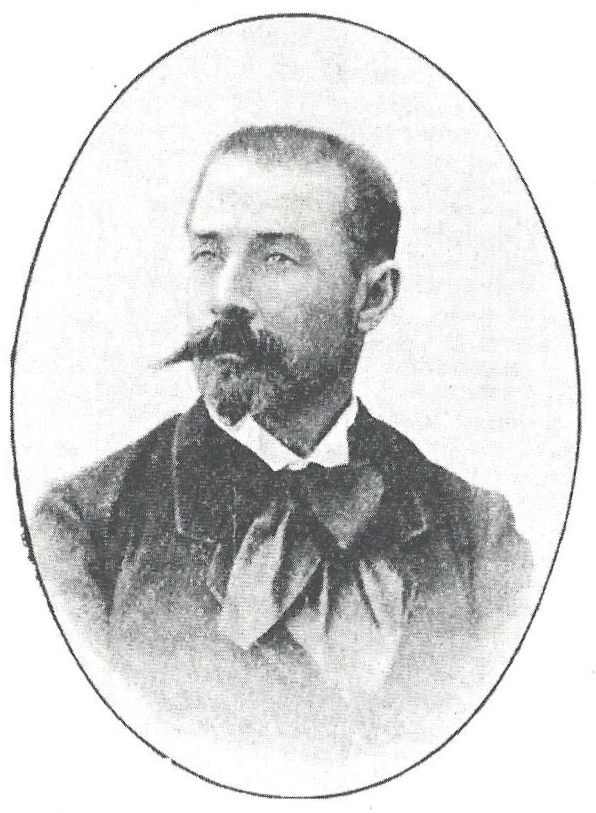
Portrait de Jos Parker

Il envoya des poèmes et des textes en prose à la revue l'Hermine de Louis Tiercelin à partir de 1890. Son talent d'écrivain devient alors de plus en plus apprécié. Certains de ses poèmes comme Les chemins bretons sont mis en musique et seront enregistrés sur disque. Il finit par utiliser ses talents de dessinateur pour illustrer lui-même son recueil de poésie, Sous les chênes. Il écrivait aussi en breton et envoya, à l'occasion, des poèmes et des chansons à la revue Le Clocher breton (Kloc'hdi Breiz) d'André Degoul et Madeleine Desroseaux, ou à Ar Vro. Très impliqué dans les organisations celtiques, il adhère en 1899 à l'Union régionaliste bretonne et en devient vice-président. Lors de la scission de 1911, il la quitte pour devenir le premier président de la Fédération régionaliste de Bretagne.
En 1903, il est admis au cours de l'assemblée annuelle du Gorsedd de Bretagne tenue à Brignogan, comme barde, sous le nom bardique de Kloareg Kerne (Le Clerc de Cornouaille) qui était aussi proche du titre du seul roman qu'il ait écrit. Il est aussi à l'origine du nom de la Fête des Filets Bleus à Concarneau.
Le 9 septembre 1923, le lec'h (stèle levée) dédié à Jos Parker est inauguré dans le cimetière de Fouesnant en présence d'Anatole Le Braz et d'Erwan Berthou, grand druide du Gorsedd.
Le 19 août 1938, le journal Ouest-Éclair écrit, parlant de la première journée du congrès de la Fédération régionaliste bretonne qui se tient à Fouesnant cette-année-là : « Vers les 15 heures, les congressistes, réunis autour du tombeau de Jos Parker, petit menhir en pierre de Pont-Aven, d'où jaillit la croix celtique, et dû, sur les dessins de M. James Bouillé, architecte à Perros-Guirec, au ciseau du bon sculpteur Alexandre Le Quéré, de la ville de Moulins, s'associent aux paroles prononcées par M. Jean Chateau, le distingué économiste, leur président. C'est, dit-il, un devoir de reconnaissance qu'ils accomplissent et un hommage qu'ils rendent. Il fut à une époque difficile le premier président du P.R.B.».
Il fut aussi auteur de chansons, notamment Les chemins bretons, chantée par Théodore Botrel.

## Œuvres
- La grand'mère (1901)
- Brume et soleil (1900)
- Le clerck de Kerné, idylle Bretonne (1896). Roman
- Le livre champêtre (1893)
- Poésies nouvelles (1893)
- Sous les chênes (1891)
- Journal de village, Morlaix, Alexandre Le Goaziou, 1914

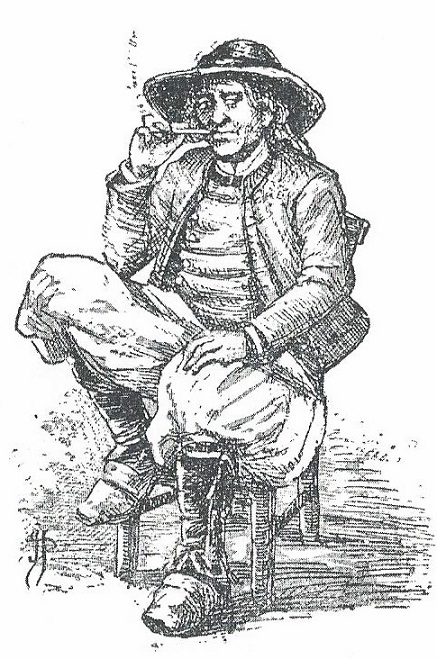
Dessin d'un paysan breton (par Jos Parker)
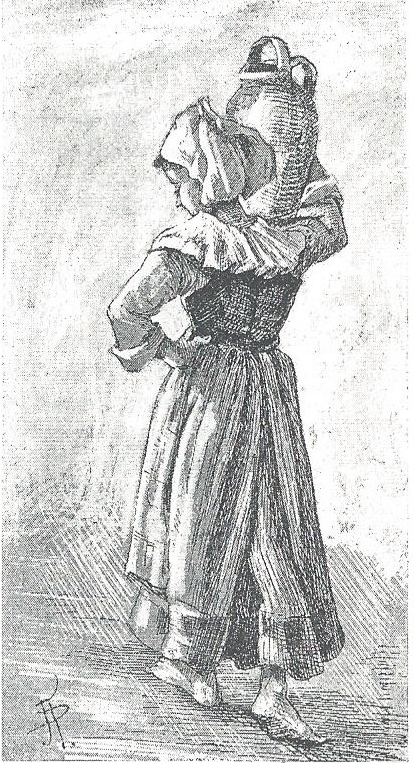
Dessin d'une Fouesnantaise portant une cruche (par Jos Parker)
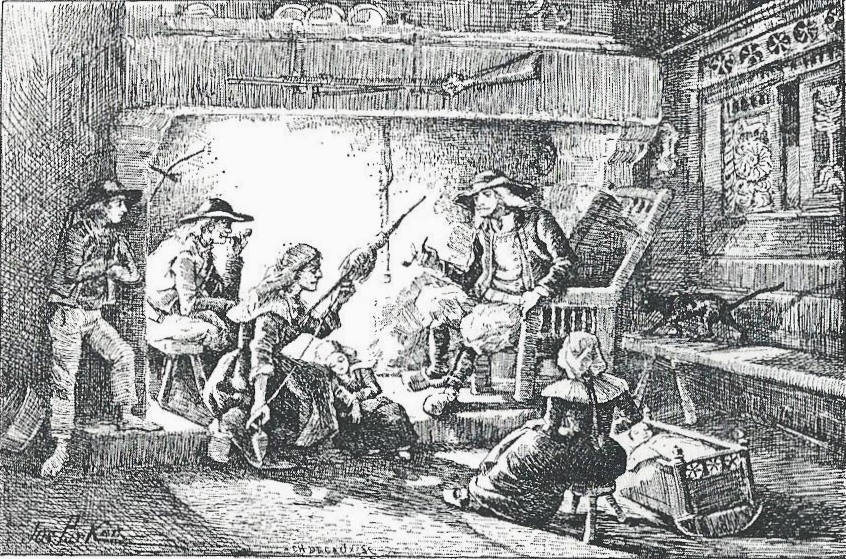
Dessin d'un intérieur breton (par Jos Parker)
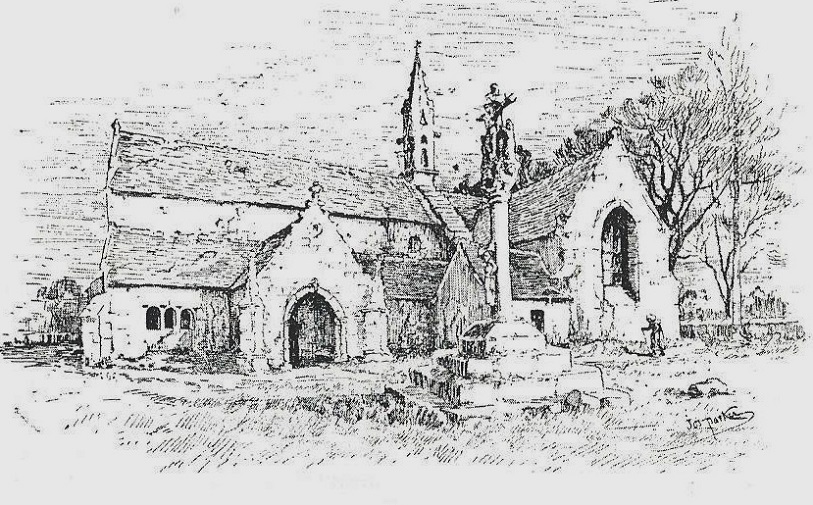
Dessin de la chapelle de Perguet (par Jos Parker)
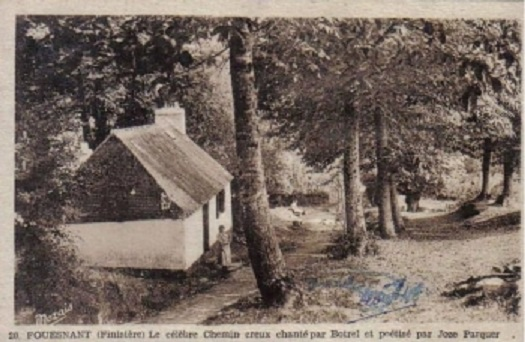
Le chemin creux de la "Descente du Douric", célébré par le poète Jos Parker (carte postale ancienne)
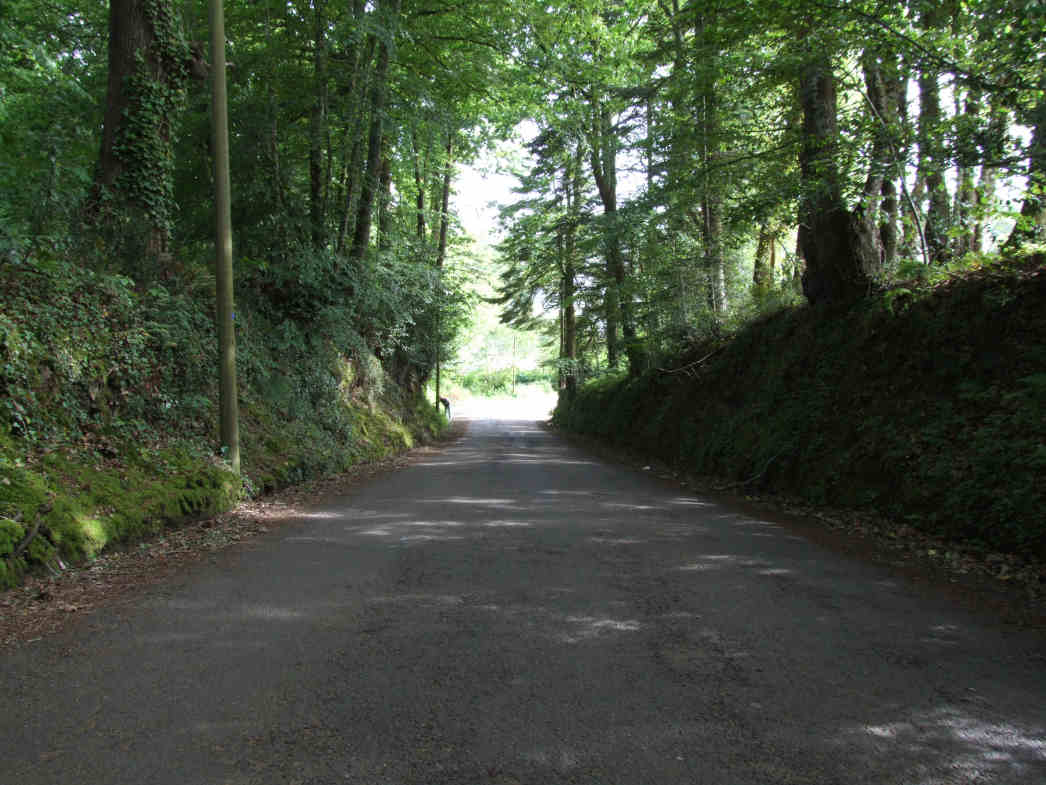
Le chemin de la "Descente du Douric" actuellement